# الیزابت مک‌لافلین
الیزابت مک‌لافلین (انگلیسی: Elizabeth McLaughlin؛ زادهٔ ۲ اکتبر ۱۹۹۳) بازیگر اهل ایالات متحده آمریکا است. وی عضو انجمن بازیگران سینما و فدراسیون هنرمندان تلویزیون و رادیو آمریکا است.
از فیلم‌ها یا برنامه‌های تلویزیونی که وی در آن نقش داشته‌است می‌توان به دروغ‌گوهای کوچک زیبا و گروهک اشاره کرد.